# IC 1992
IC 1992 — галактика типу NF (в процесі підтвердження) у сузір'ї Годинник.
Цей об'єкт міститься в оригінальній редакції індексного каталогу.